# 카카 (새)
카카(Nestor meridionalis)는 뉴질랜드의 숲에만 서식하는 앵무이다. 서식지 상실과 벌, 주머니쥐와 같은 외래종이 이들의 생존에 위협을 주고 있다.